# Бел Паулі
Ізабель Дороті «Бел» Паулі (англ. Isobel Dorothy «Bel» Powley; нар.. 7 березня 1992) — британська актриса, найбільш відома роллю Дейзі Міллер в телесеріалі CBBC «Секретні агенти». У 2015 році зіграла роль протагоніста в драмі «Щоденник дівчинки-підлітка», прем'єра якого відбулася на фестивалі Санденс-2015.

## Раннє життя
Паулі народилася у Хаммерсміт, районі Лондона, в Англії, в родині британського актора Марка Паулі і кастинг-директора єврейського походження Яніс Яффо.
Навчалася в Holland Park School.

### В кіно і на телебаченні
З 2007 по 2008 роки зіграла головну героїню в телесеріалі «Секретні агенти», знявшись у 26 епізодах разом з Рейчел Петладвалою і Мустафою Хусейном-Оглу (англ.). Паралельно з цим Паулі знялася ще в таких серіалах, як «Земля вбивств» (2009, 3 епізоду), «Крихітка Дорріт» (2008), «Чисто англійське вбивство» (2008) і «Інформатори» (2009).
У 2013 році знялася у шести серіях комедійного серіалу ITV «Все включено».
У 2015 році зіграла роль принцеси Маргарет в біографічній комедії/драмі «Лондонські канікули» разом з Емілі Вотсон і Рупертом Евереттом. У тому ж році також знялася у фільмі «Щоденник дівчинки-підлітка» разом з Крістен Віг та Александром Скашгордом, виконавши роль Мінні Гетце, за яку отримала позитивні відгуки.
5 серпня 2015 року за два дні до прем'єри фільму в Нью-Йорку і Лос-Анджелесі, стало відомо про те, що Бел буде грати головну роль у майбутньому незалежному фільмі «Керрі Пілбі», замість Гейлі Стайнфельд.
5 жовтня того ж року стало відомо, що Паулі зніметься разом з Лів Тайлер у фільмі жахів «Здичавілі» режисера Фріца Бема.

### В театрі
У березні 2009 року Паулі зіграла роль Меггі у постановці «Ікла-ікла» в Лондоні, в театрі «Ройал-Корт». У 2011 році з'явилася на Бродвеї, зігравши роль Томасини в постановці «Аркадія» в театрі «Етель-Беррімор». У жовтні 2011 року вона знову зіграла в театрі «Ройал-Корт», виконавши роль Тіллі у постановці «Джампі». У серпні 2012 року вона грала в тій же постановці в театрах «Уест-Енд» і «Дюк-Йорк».

## Особисте життя
В інтерв'ю 2011 року Паулі сказала, що вивчає історію в Манчестерському університеті. У 2010 році взяла участь в акції протесту проти підвищення плати за навчання в університеті. З 2016 року зустрічається з колегою по фільму «Красуня для чудовиська» Дугласом Бутом.

## Фільмографія

### Фільми
| Рік  | Назва                      | Роль           | Примітки |
| ---- | -------------------------- | -------------- | --- |
| 2013 | Пліч-о-пліч                | Лорен Бакл     | |
| 2015 | Щоденник дівчинки-підлітка | Мінні Готц     | Gotham Award for Best Actress Номіновано — Висхідна зірка (премія BAFTA) Номінація — Премія «Незалежний дух» за кращу жіночу роль Номіновано — New York Film Critics Online Awards для Breakthrough Performance Номінація — Премія британського незалежного кіно |
| 2015 | Лондонські канікули        | Принцеса       | Номіновано — Премією британського незалежного кіно за багатообіцяючий дебют |
| 2015 | Рівні                      | Рейчел         | |
| 2016 | Керрі Пілбі                | Керрі Пілбі    | |
| 2016 | Об'їзд                     | Черрі          | |
| 2017 | Красуня для чудовиська     | Клейр Клермонт | |
| 2018 | Здичавіла                  | Анна           | |
| 2018 | Білий хлопець Рік          | Доун           | |
| 2018 | Попіл снігу                | Ліна Вілкас    | |
| 2020 | The King of Staten Island  | Келсі          | |

### Телебачення
| Рік     | Назва                                | Роль                        | Примітки                 |
| ------- | ------------------------------------ | --------------------------- | ------------------------ |
| 2007-08 | Секретні агенти                      | Дейзі Міллар                | 23 серії                 |
| 2008    | Суто англійське вбивство             | Беки Купер                  | Епізод: "Loved and Lost" |
| 2008    | Крихітка Дорріт                      | Дівчинка-квітка             | Епізод 1.3               |
| 2009    | Земля вбивств                        | Керрі Волш                  | Мінісеріал               |
| 2009    | Життя Вікторії Вуд посередині Різдва | Підліток                    | Спеціальна роль          |
| 2011    | Кабіна                               | Сідні                       | Телефільм                |
| 2014    | Все включено                         | Б'янка Дайк                 | 5 серій                  |
| 2016    | Roald Dahl's Revolting Rhymes        | Сінді                       | Телефільм                |
| 2018    | Informer                             | Голлі Мортен                | 6 серій                  |
| 2019-   | Ранкове шоу                          | Клер Кенвей                 | Головна роль             |
| 2019    | Moominvalley                         | Little My                   | 13 серій                 |
| TBA     | Володарі повітря                     | Александра «Сандра» Вінгейт |                          |